# Деалу Ферулуј (Алба)
Деалу Ферулуј (рум. Dealu Ferului) насеље је у Румунији у округу Алба у општини Винцу де Жос. Oпштина се налази на надморској висини од 239 m.

## Становништво
Према подацима из 2002. године у насељу је живело 48 становника, од којих су сви румунске националности.